# Future of the Past II – Hell in the East
Future of the Past II – Hell in the East – album deathmetalowej grupy muzycznej Vader zawierający wyłącznie interpretacje utworów, m.in. takich grup jak: Ghost, Imperator, Merciless Death czy Kat. Wydawnictwo ukazało się 14 grudnia 2015 roku nakładem wytwórni muzycznej Witching Hour Productions. Nagrania zostały udostępnione bezpłatnie w formie digital stream na stronie Bandcamp wydawcy. Płyta została zarejestrowana pomiędzy październikiem a listopadem 2015 roku w białostockim Hertz Studio we współpracy z producentami muzycznymi Wojciechem i Sławomirem Wiesławskimi. Wśród gości na płycie znaleźli się Krzysztof Hofer (Markiz De Sade), Piotr „Berial” Kuzioła (Slaughter), Robert „Cipis” Gasperowicz (Slashing Death) oraz Bruno Kovařík (Krabathor).

## Lista utworów
Opracowano na podstawie materiału źródłowego.
| Nr  | Tytuł utworu                                        | Długość |
| --- | --------------------------------------------------- | ------- |
| 1.  | „Ostatni diakon” (cover Exorcist)                   | 3:35    |
| 2.  | „Noc demona” (cover Ghost)                          | 3:31    |
| 3.  | „Necronomicon” (cover Imperator)                    | 5:02    |
| 4.  | „Totální destrukce” (cover Krabathor)               | 5:13    |
| 5.  | „Sen schizofrenika” (cover Markiz de Sade)          | 4:11    |
| 6.  | „The Beginning of Darkness” (cover Merciless Death) | 4:11    |
| 7.  | „Ostatni sakrament” (cover Scarecrow)               | 0:58    |
| 8.  | „No Return” (cover Slashing Death)                  | 1:16    |
| 9.  | „Czas apokalipsy” (cover Slaughter)                 | 3:36    |
| 10. | „Necromaniac” (cover Thanatos)                      | 3:38    |
| 11. | „Czarny anioł” (cover Thrasher Death)               | 3:11    |
| 12. | „Wyrocznia” (cover Kat)                             | 3:27    |
|     |                                                     | 41:49   |

## Twórcy
Opracowano na podstawie materiału źródłowego.
| Zespół Vader w składzie - Piotr „Peter” Wiwczarek – wokal prowadzący, gitara rytmiczna, gitara prowadząca, produkcja muzyczna - Marek „Spider” Pająk – gitara rytmiczna, gitara prowadząca - Tomasz „Hal” Halicki – gitara basowa, oprawa graficzna - James Stewart – perkusja |  | Produkcja - Wojciech i Sławomir Wiesławscy – inżynieria, miksowanie, mastering, produkcja muzyczna - Krzysztof Iwin – okładka, oprawa graficzna |